# Stenostomum densiflorum
Stenostomum densiflorum är en måreväxtart som beskrevs av Charles Wright och August Heinrich Rudolf Grisebach. Stenostomum densiflorum ingår i släktet Stenostomum och familjen måreväxter. Inga underarter finns listade i Catalogue of Life.